# Planetenweg (Bonn)
Der Bonner Planetenweg wurde im September 2002, nach zweijähriger Vorarbeit, an der Bonner Rheinpromenade eingeweiht.
Der Pfad hat eine Länge von 5946 Metern und bildet die Planeten des Sonnensystems sowie Pluto im Maßstab eins zu einer Milliarde ab. An jeder Station befindet sich eine Bronzetafel, die den jeweiligen Planeten reliefartig darstellt sowie Kurzinformationen über den gezeigten Planeten bereithält – auch in Brailleschrift. Zusätzlich wurden im April 2004 zur besseren Orientierung Hinweisschilder, die den Pfad in seiner Gesamtheit zeigen, angebracht. Beim gewählten Maßstab beträgt der Abstand zwischen Erde und Mond 38 Zentimeter; daher wurden diese beiden Himmelskörper auf einer gemeinsamen Bronzeplatte angebracht. Die Sonne mit einem Äquatordurchmesser von 1.392.000 km hat als Modell einen Durchmesser von 1,5 Metern und befindet sich unterhalb des alten Wasserwerks am Stresemannufer.
Ein interessanter Nebeneffekt des Maßstabs ist, dass der nächstgelegene Fixstern (Proxima Centauri) mit einem Abstand von 4,24 Lichtjahren ziemlich genau einen Erdumfang entfernt wäre.
Die Modellanlage entstand auf Initiative der Bonner Bertolt-Brecht-Gesamtschule. Bei der Ausführung wurden die damaligen Schüler der Jahrgangsstufe 7 von Ausbildungsbetrieben, Handwerkskammern und Sponsoren aus der Region sowie der Marburger Blindenstudienanstalt unterstützt.

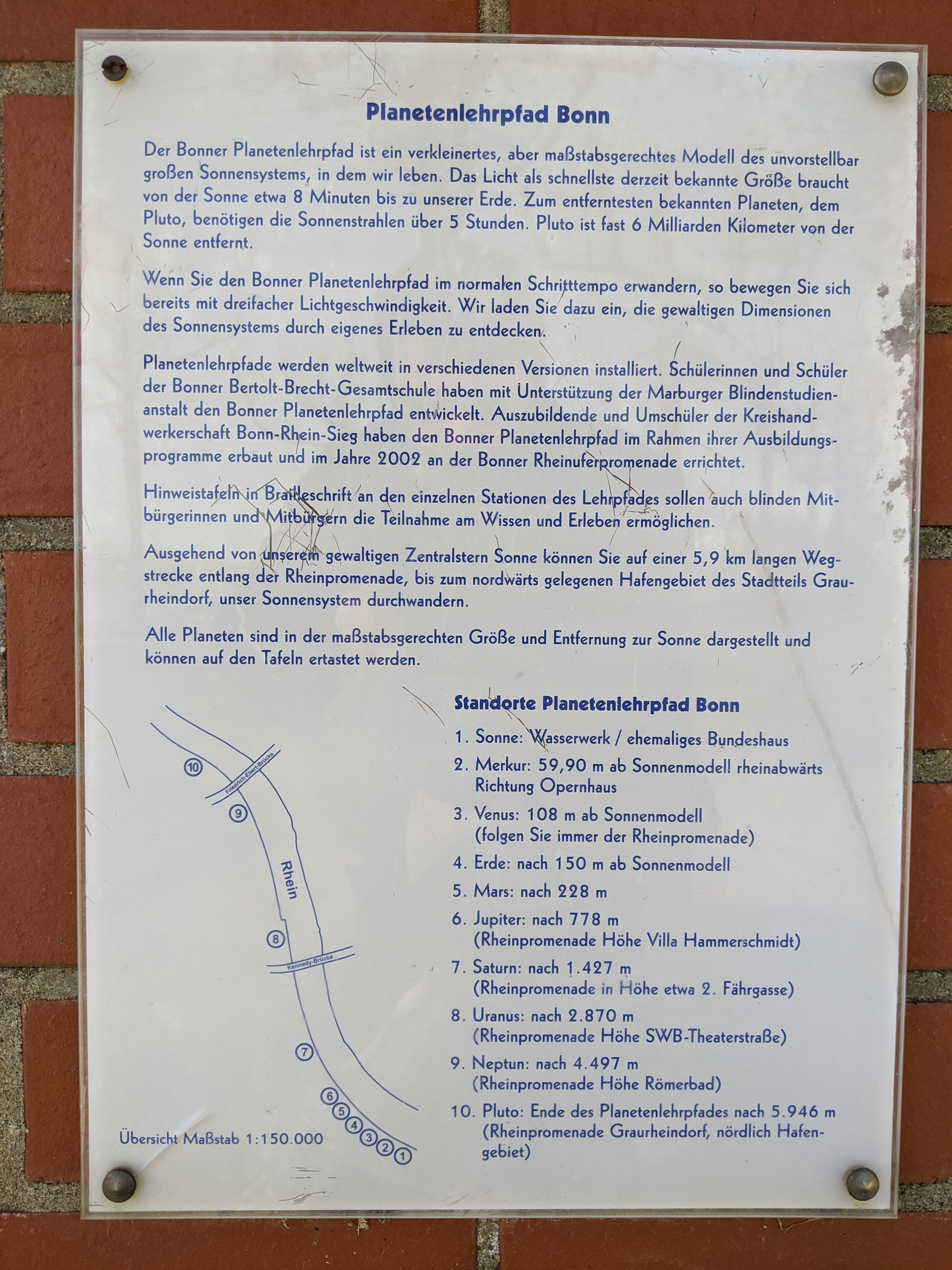
Standorte
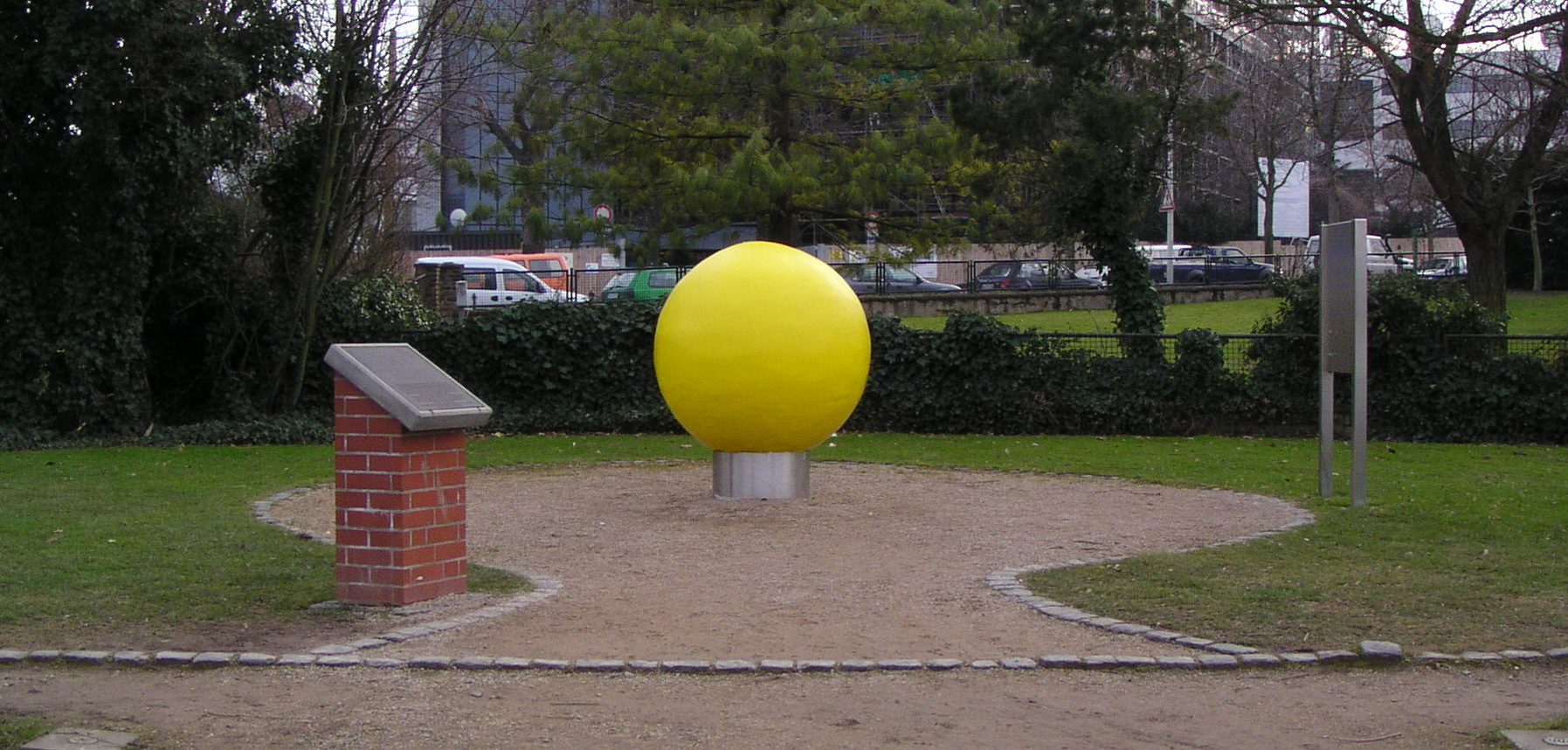
Sonne
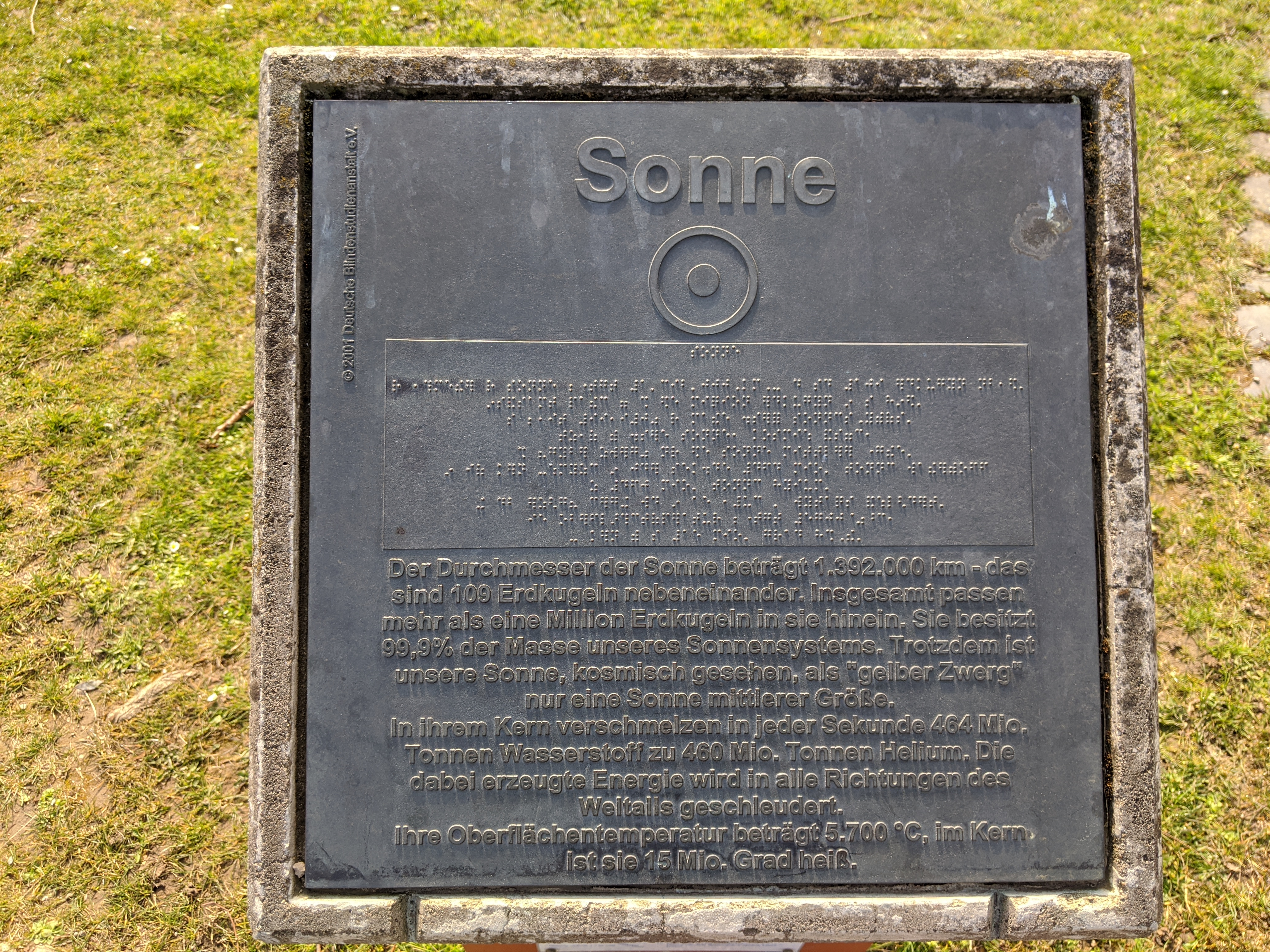
Sonne (Wegstrecke 0,0 m)
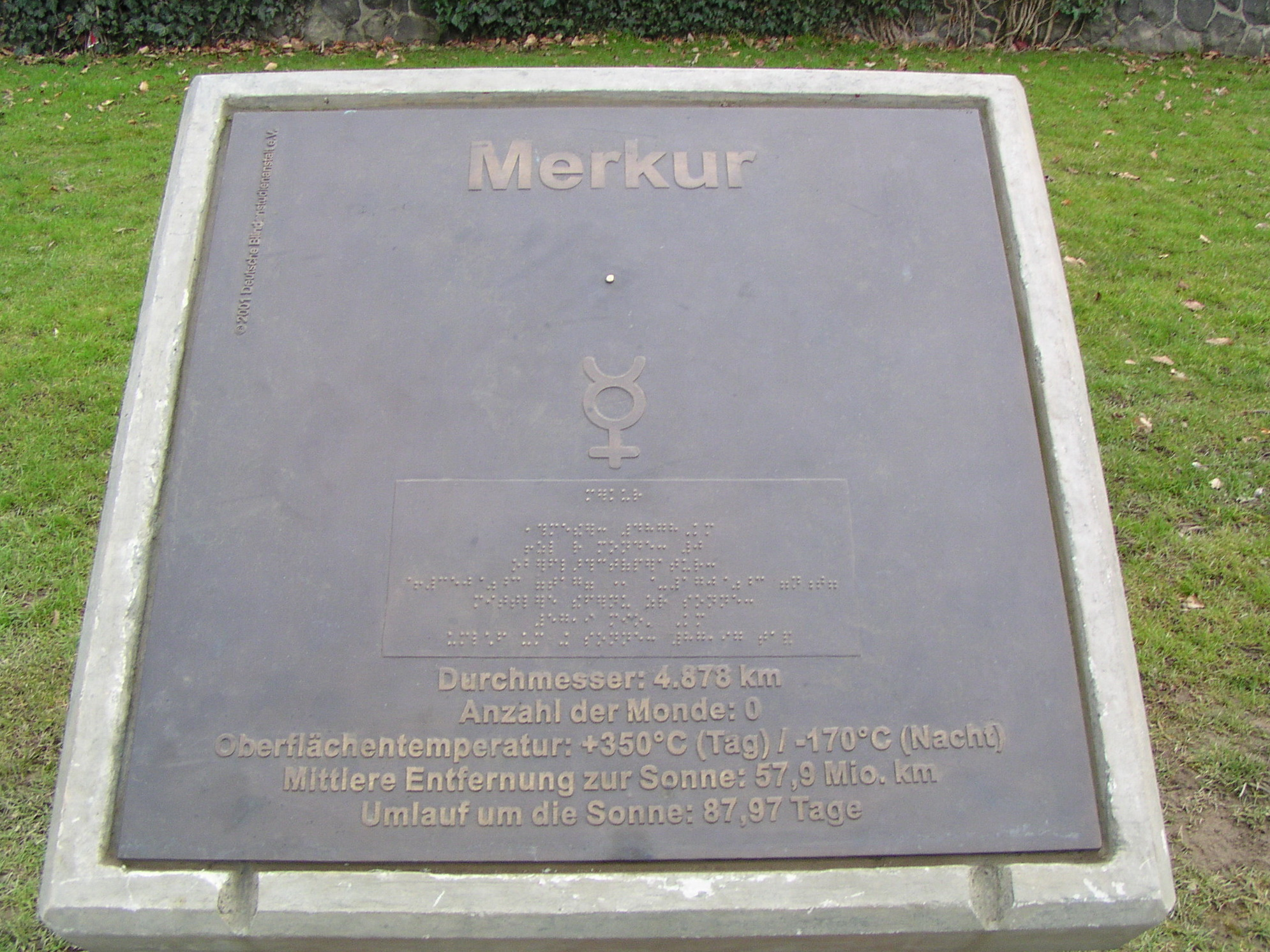
Merkur (Wegstrecke 59,90 m)
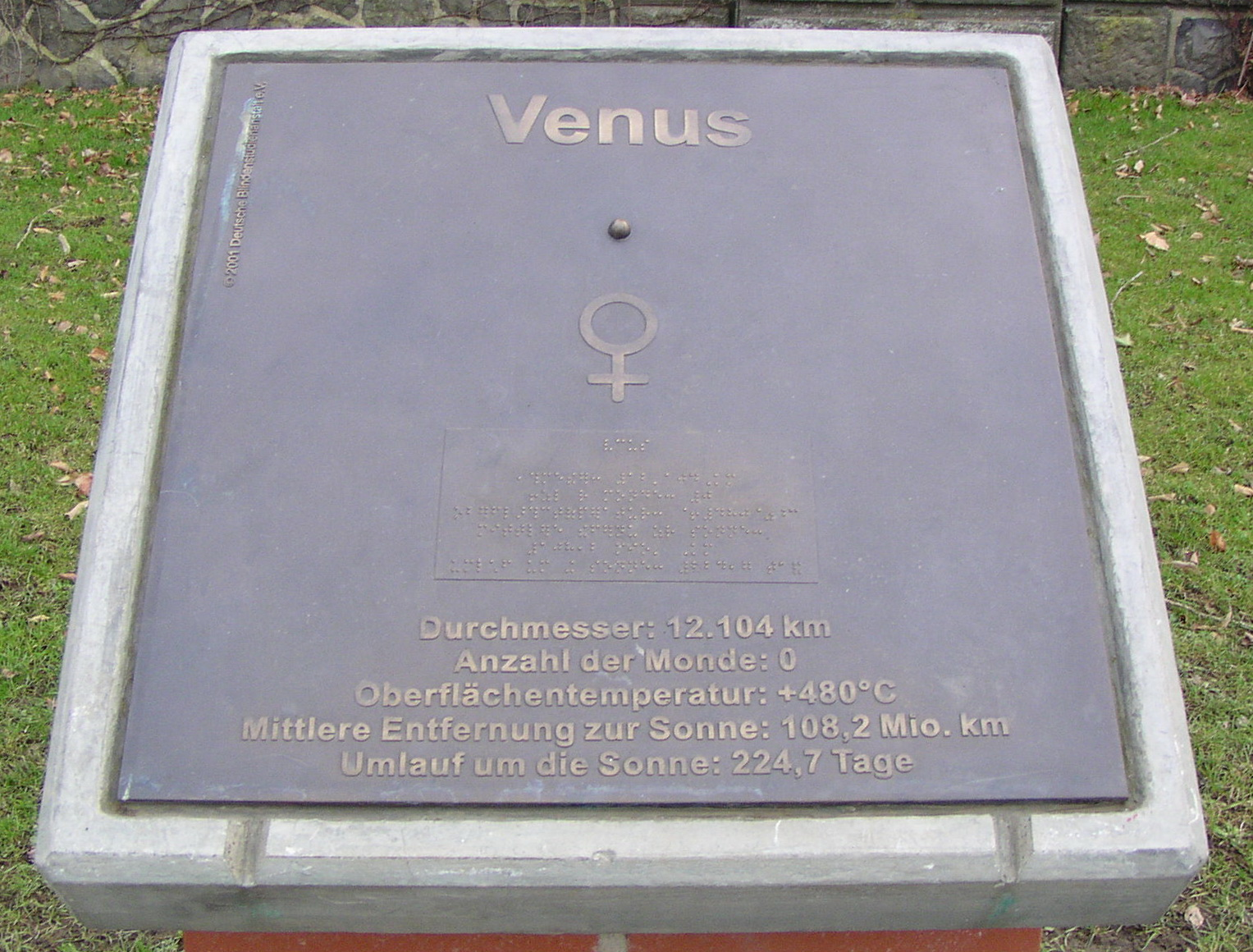
Venus (Wegstrecke 108 m)
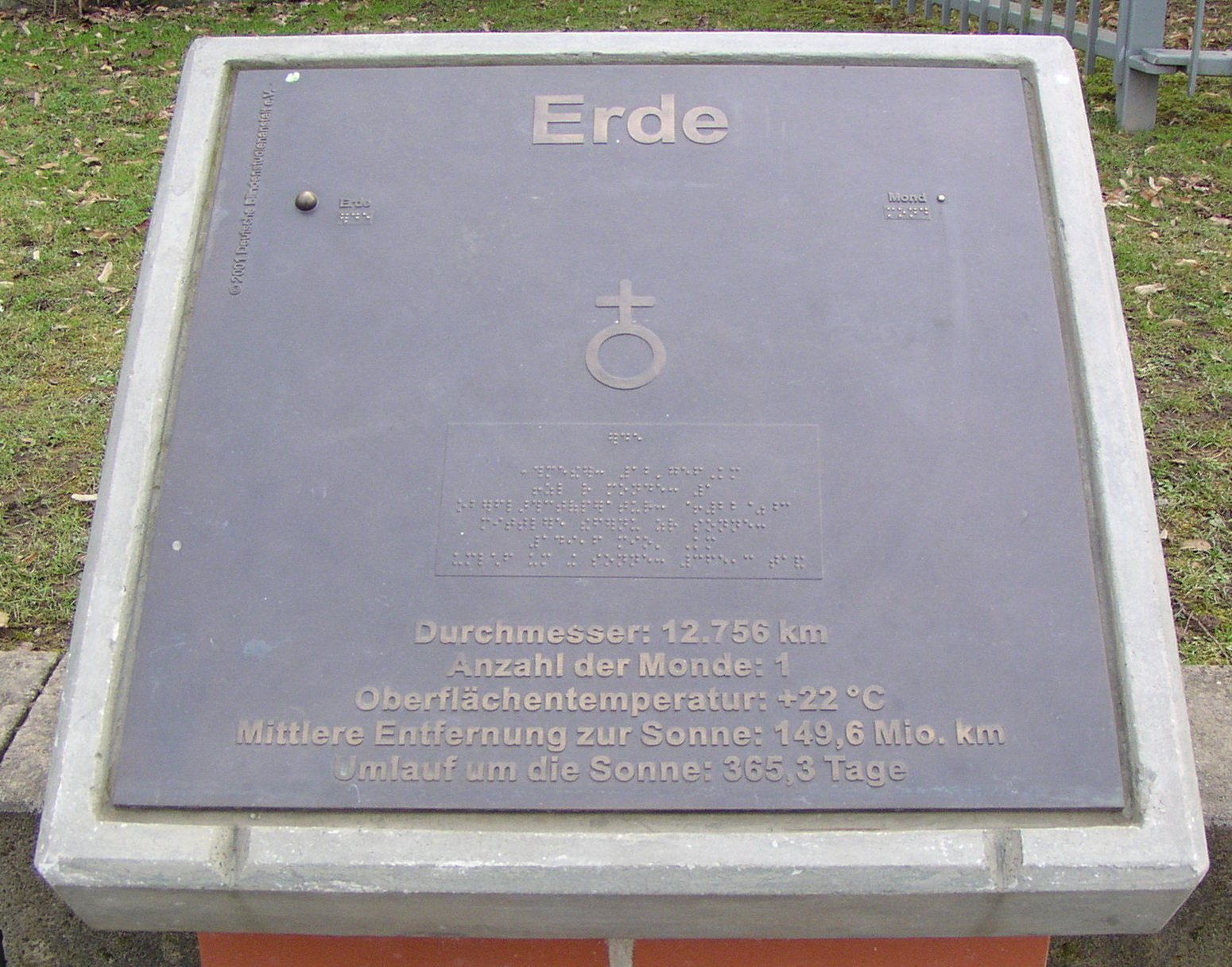
Erde (Wegstrecke 150 m)
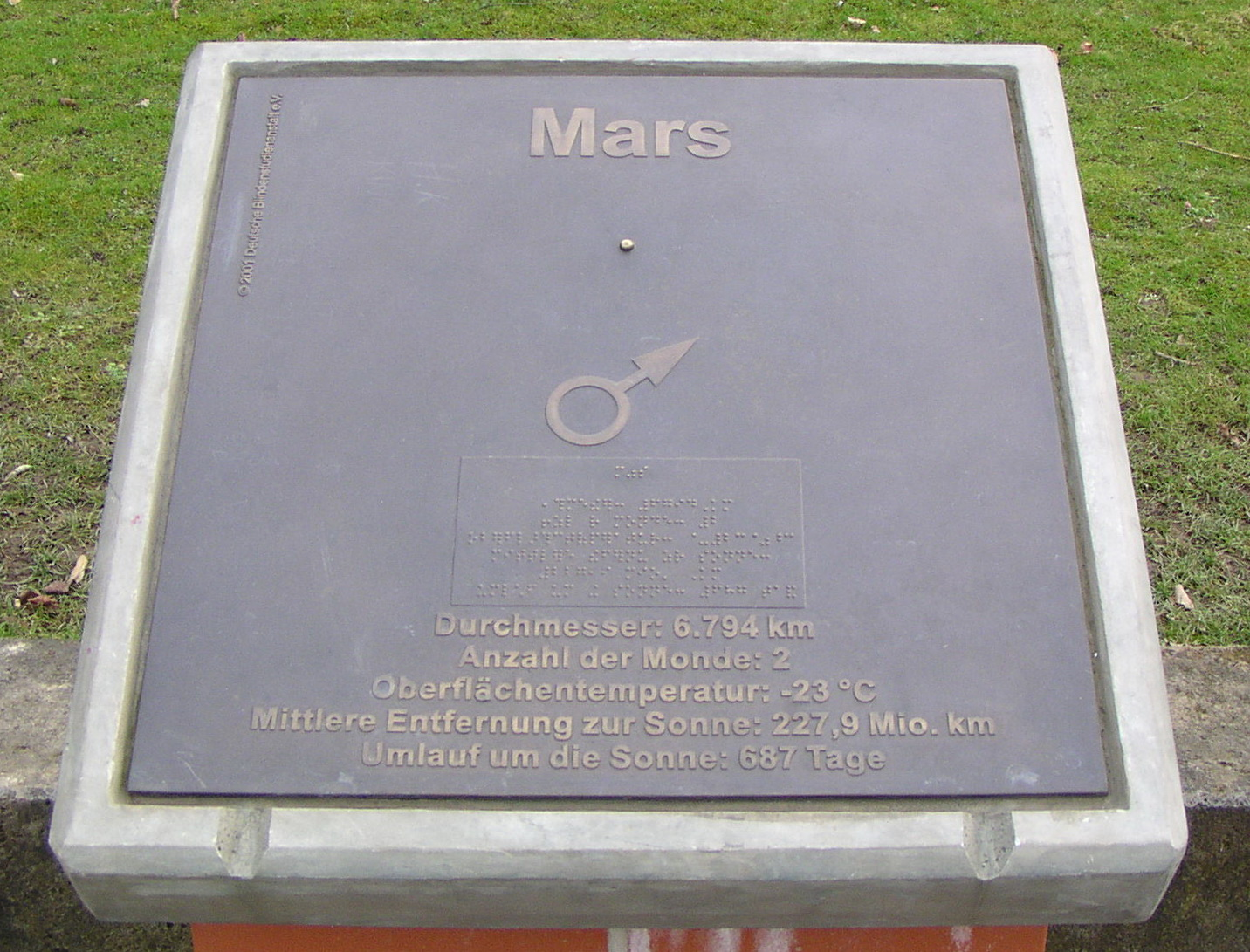
Mars (Wegstrecke 228 m)
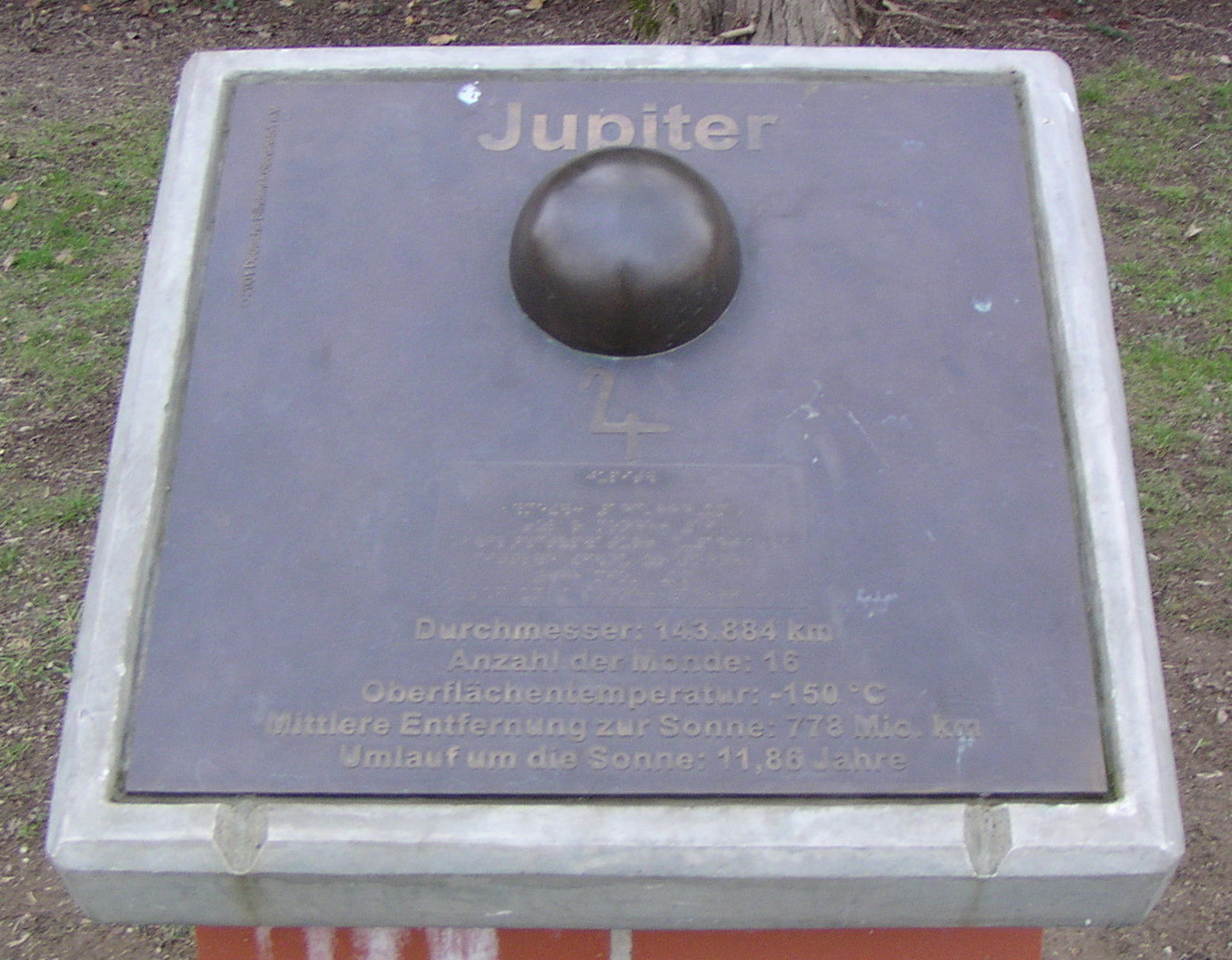
Jupiter (Wegstrecke 778 m)
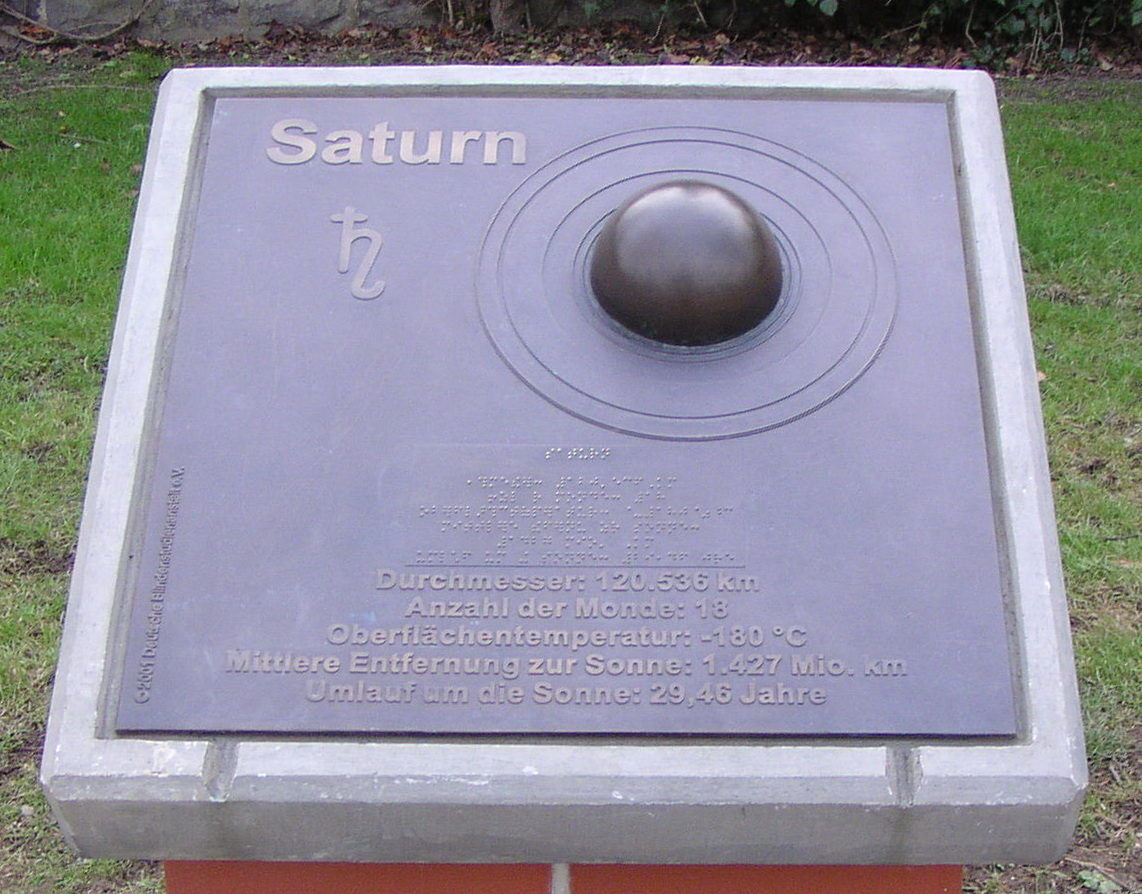
Saturn (Wegstrecke 1427 m)
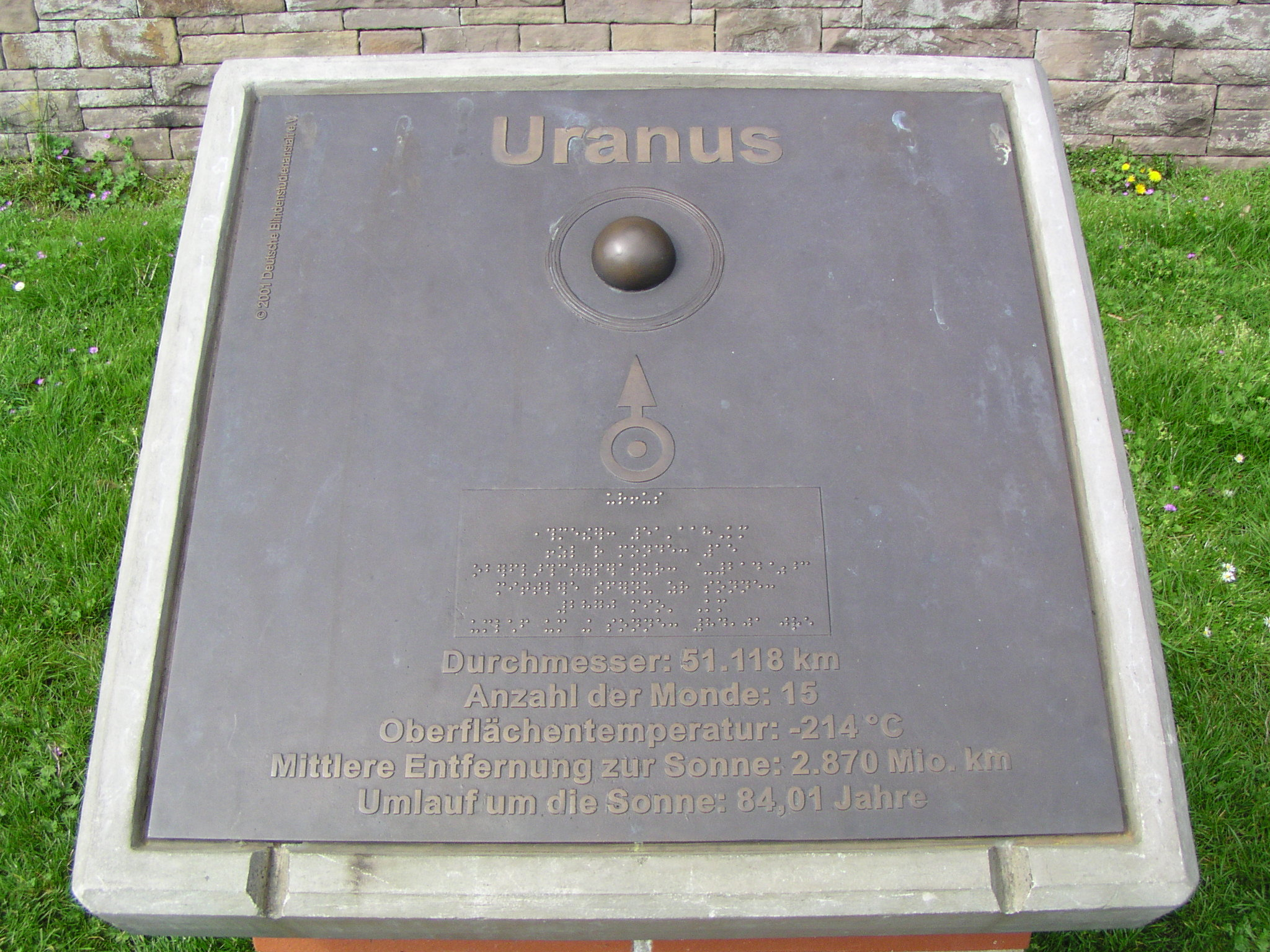
Uranus (Wegstrecke 2870 m)
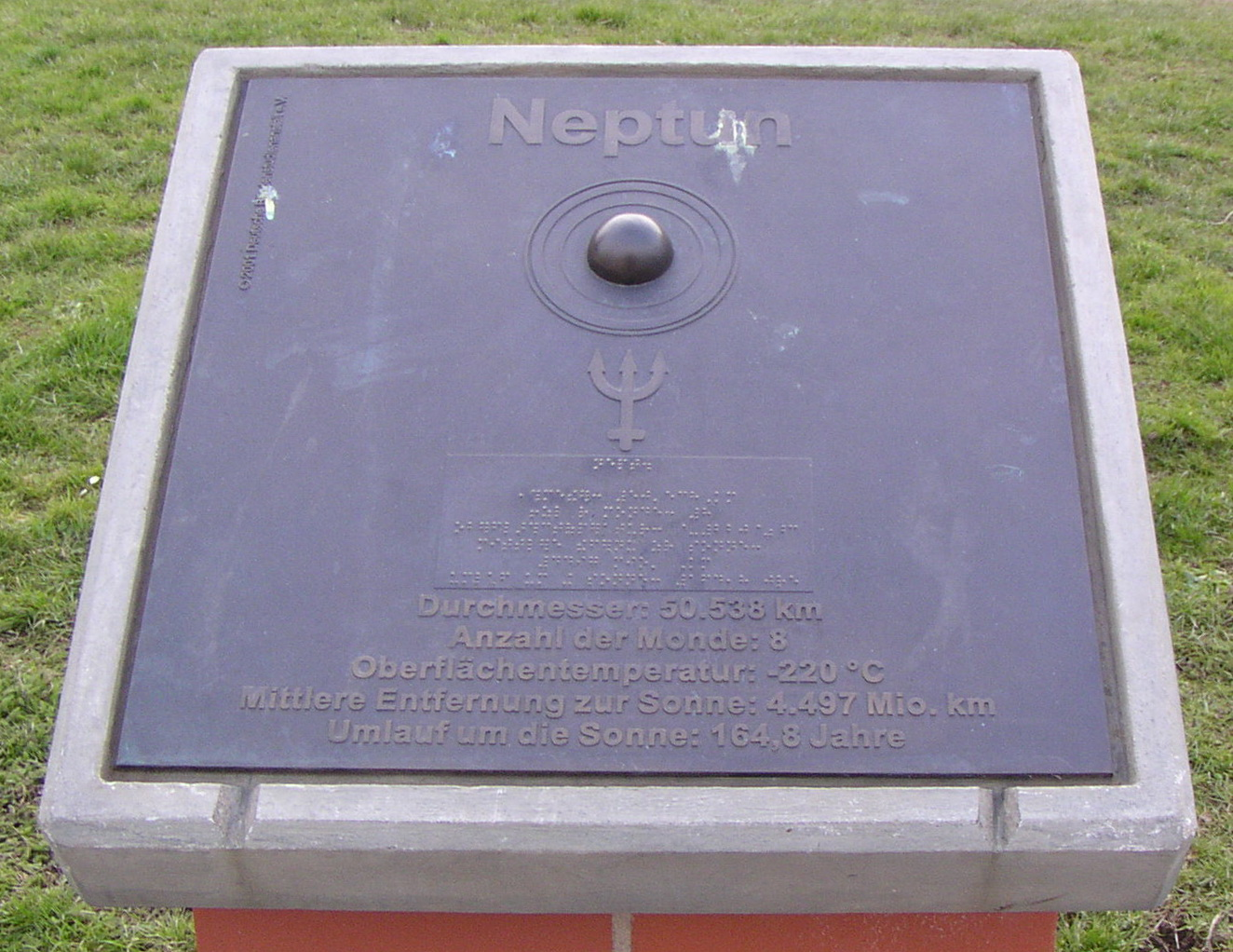
Neptun (Wegstrecke 4497 m)
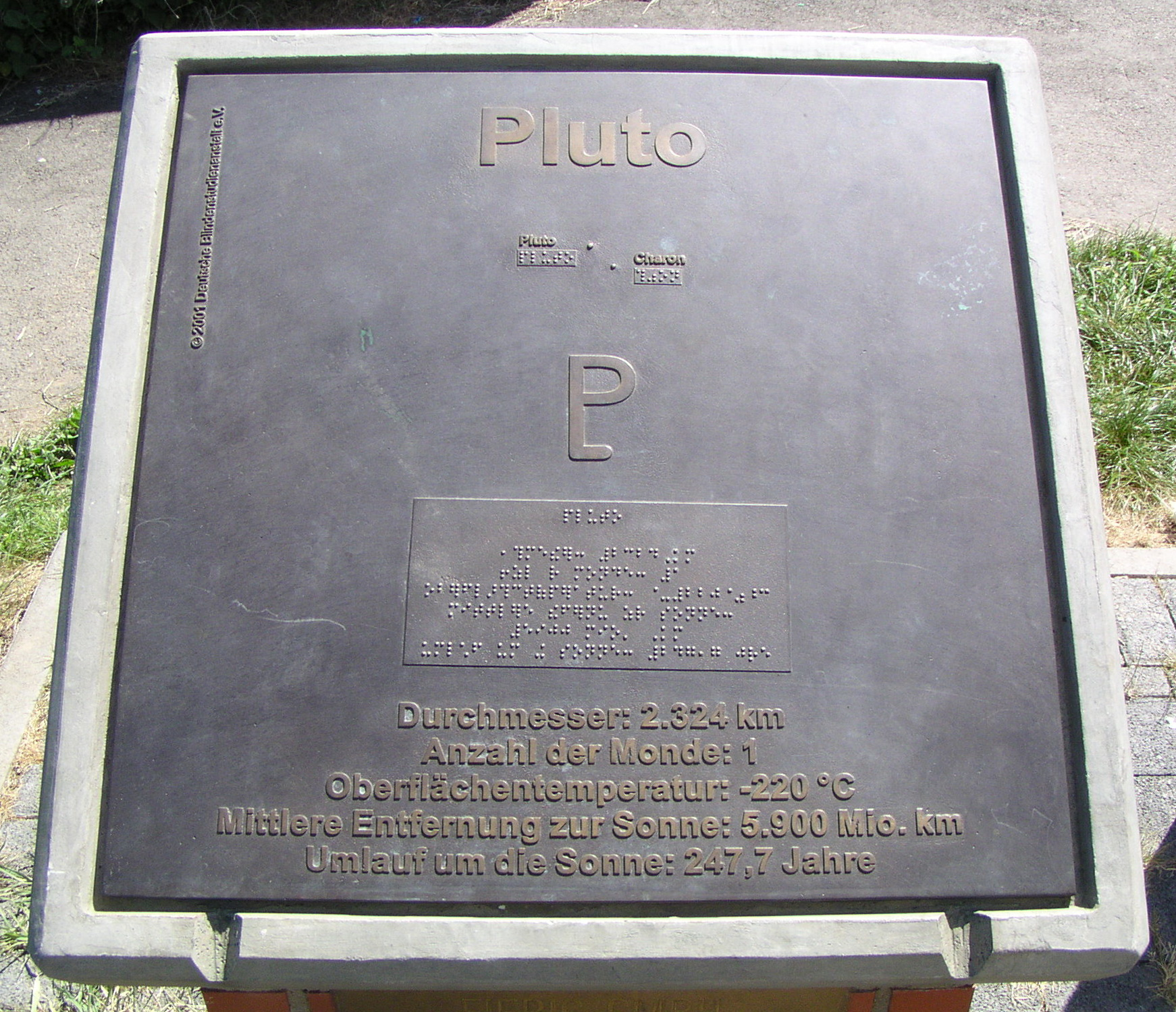
Pluto am Ende des Weges (Wegstrecke 5946 m)